# Liste civile de Louis XVI
Pour les articles homonymes, voir Liste civile.
La liste civile de Louis XVI est la liste civile, c'est-à-dire la dotation immobilière et le traitement annuel accordés par la législature à Louis XVI, roi de France, pour ses besoins personnels et ceux de sa maison.
Avant 1789, la France était la propriété du roi. Malgré les tentatives des Parlements et des États Généraux de limiter le pouvoir royal, le roi disposait selon sa volonté, du Domaine et des Finances de l’État. Survient alors la Révolution française. Le territoire français n’appartient plus au roi, mais à la Nation. Le roi, qui reste situé au sommet de l’exécutif (au moins formellement jusqu’en août 1792), devient une sorte de haut fonctionnaire suprême. Il n’est plus roi de France, mais roi des Français.
Le principe de liste civile, expression d’origine anglaise, avait été posé pour mettre un frein aux dépenses de Charles II. L’article 10 de la Constitution du 3 septembre 1791 (titre III, chap. II, section 1re), qui consacre le principe d’une liste civile fixe, énonce que : « La nation pourvoit à la splendeur du trône par une liste civile dont le Corps législatif déterminera la somme à chaque changement de règne, pour toute la durée du règne. »
La séance de l’Assemblée nationale du 7 octobre 1789 introduit l’expression de liste civile. Ce jour-là est voté un décret qui dispose qu’à « chaque législature, seront votées les sommes destinées soit à l’acquittement des intérêts de la dette publique, soit au paiement de la Liste Civile ». Le 2 janvier 1790, le marquis de Montesquiou présenta au nom du Comité des finances, un rapport dans lequel il proposait un montant de 20 millions annuels pour la Liste civile de Louis XVI. Cette proposition fut votée le surlendemain.
Le 9 juin 1790, le roi informe les députés, qu’il aurait besoin annuellement de 25 millions et du revenu des parcs, domaines, forêts et maisons de plaisance, pour assurer un train de vie « convenable » à la Couronne. Louis XVI souhaite également le maintien d'un douaire de 4 millions de livres pour la reine au cas où il mourrait avant elle. L’Assemblée constituante vote par acclamation les demandes du roi. Le décret qui en résulte est cependant assez confus et il sera précisé par deux décrets des 26 mai et 1er juin 1791, qui affectent au roi des Français les résidences suivantes : le Louvre, les Tuileries, l’Élysée, Versailles, Marly, Meudon, Saint-Cloud, Saint-Germain-en-Laye, Rambouillet, Compiègne, Fontainebleau, Strasbourg, Pau, Bordeaux, des forêts, des terres et divers bâtiments plus secondaires. Cette dotation immobilière demeurera au moins celle qui sera affectée aux autres souverains jusqu’à Charles X. Il était également convenu que le roi constituerait sur sa Liste civile une garde personnelle de mille deux cents hommes d'infanterie et de six cents cavaliers.
La Liste civile, fragile compromis entre un exécutif représentant le principe monarchique et le législatif se réclamant de la souveraineté du peuple, disparaît avec la monarchie française par l'effet d'un décret du 10 août 1792. 

## Sources
- Philippe-Antoine Merlin de Douai, Répertoire universel et raisonné de Jurisprudence, t. X : Let.–Méd., Paris, Garnery & Roret, 1827, « Liste civile », p. 161–163 [lire en ligne].
- Alphonse Gautier, Études sur la liste civile en France, Paris, Plon, 1882, 121 p. (lire en ligne).
- Jean-Christian Petitfils, Louis XVI, Paris, Perrin, 2005, 1113 p. (ISBN 2-262-01484-1), p. 823.